# Мэтт Монро
Мэтт Монро́ (англ. Matt Monro; род. 1 декабря 1930 — 7 февраля 1985) — британский певец.
Музыкальный сайт AllMusic кратко характеризует Мэтта Монро как «бархатноголосого исполнителя баллад, регулярно [гостившего] в британских чартах в конце 1950-х и начале 1960-х годов». Веб-сайт пишет: «Хотя Мэтт Монро наиболее известен мировой аудитории как голос одной из лучших джеймсбондовских тем — „From Russia with Love“ — этот британский вокалист всю свою жизнь производил на свет великолепные работы. Из-за своей лёгкого, выразительного свингового стиля часто критиковавшийся как второсортная имитация Синатры, Монро в 1960-х годах часто попадал в британскую первую десятку, но в США ему удалось добиться только двух умеренных [умеренно высоких] хитов».
В 1964 году Монро представлял Великобританию на «конкурсе песни Евровидения». Хотя он финишировал на 2 месте, это выступление сделало его более узнаваемым и помогло ему в карьере. В том десятилетии он стал одним из самых известных исполнителей тем к британским кинофильмам.
Английский эстрадный певец, обладатель баритона, известный под прозвищем «Человек с золотым голосом» (англ. The Man with the Golden Voice). За тридцатилетнюю карьеру он выступал на международной сцене и, по оценкам, продал около 23 миллионов пластинок.
Монро снискал широкую популярность благодаря своему мягкому, выразительному тембру и безупречной вокальной технике. Музыкальные критики высоко оценивали его мастерство: портал AllMusic назвал его «одним из самых недооценённых поп-вокалистов 1960-х годов», отметив, что он «обладал самым лёгким и совершенным баритоном в музыкальной индустрии».
После смерти Монро его творчество было отмечено ведущими исполнителями XX века. Так, Фрэнк Синатра сказал: «Если бы мне пришлось выбрать трёх лучших певцов-мужчин в музыкальном бизнесе, Мэтт был бы одним из них. У него был безупречный слух, идеальное произношение каждого слова и глубокое понимание каждой песни».
Монро исполнял песни в различных жанрах, включая поп, джаз и балладу. Его дискография включает как сольные альбомы, так и саундтреки к кинофильмам. Он также представлял Великобританию на конкурсе песни «Евровидение» в 1964 году.
Мэтт Монро скончался 7 февраля 1985 года в возрасте 54 лет от рака печени. Его музыкальное наследие продолжает вызывать интерес у слушателей и спустя десятилетия после его смерти.

## Дискография
- См. «Matt Monro § His music» в английском разделе.